# ТЕС-СЕС Ваад-ал-Шамаль
ТЕС-СЕС Ваад-ал-Шамаль — теплова електростанція на півночі Саудівської Аравії.
В 2018 році на майданчику станції став до ладу парогазовий блок комбінованого циклу потужністю 1400 МВт, в якому чотири газові турбіни потужністю по 240 МВт живлять через відповідну кількість котлів-утилізаторів одну парову турбіну з показником 440 МВт. ТЕС розрахована на споживання природного газу, що надходить по трубопроводу System A/B – Ваад-ал-Шамаль.
Особливістю станції є використання інтегрованої сонячної термальної станції, дзеркала якої нагрівають теплоносій, що дозволяє продукувати за рахунок сонячної складової 50 МВт.
Воду для технологічних потреб станції отримують з власної станції опріснення, що використовує технологію зворотного осмосу та має продуктивність 150 м3 на годину.